# Nuit de noce chez les fantômes
Pour plus de détails, voir Fiche technique et Distribution.
Nuit de noce chez les fantômes (Haunted Honeymoon) est un film américain, du genre comédie & fantastique, réalisé par Gene Wilder, sorti en 1986.

## Synopsis
Larry Abbot et sa fiancée Vicky s'apprêtent à se marier. Seulement, Larry est atteint de phobies qui risqueraient de mettre en péril sa carrière d'acteur à la radio. Afin de célébrer leurs fiançailles, Larry et Vicky se rendent dans le manoir d'Aunt Kate, la tante de Larry. Mais ce séjour est en fait un prétexte afin de débarrasser Larry de ses phobies... en le rendant mort de peur ! Mais ce n'est pas fini. Aunt Kate décide de nommer Larry comme unique héritier et le reste de la famille devient suspect, surtout lorsqu'un loup-garou semble rôder autour du manoir...

## Fiche technique
- Titre : Nuit de noce chez les fantômes
- Titre original : Haunted Honeymoon
- Réalisation : Gene Wilder
- Scénario : Gene Wilder et Terence Marsh
- Production : Emile Buyse, Basil Rayburn et Susan Ruskin
- Société de production : Orion Pictures Corporation
- Musique : John Morris
- Photographie : Fred Schuler
- Montage : Christopher Greenbury
- Décors : Terence Marsh
- Costumes : Ruth Myers
- Pays d'origine : États-Unis
- Format : Couleurs - 1,85:1 - Dolby - 35 mm
- Genre : Comédie, fantastique, romance
- Durée : 82 minutes
- Dates de sortie : 25 juillet 1986 (États-Unis), 24 septembre 1986 (France)

## Distribution
- Gilda Radner (VF : Perrette Pradier) : Vickie Pearle
- Gene Wilder (VF : Serge Lhorca) : Larry Abbot
- Bryan Pringle (VF : Henri Djanik) : Pfister
- Dom DeLuise (VF : Claude Nicot) : tante Kate
- Paul L. Smith (VF : Igor De Savitch) : dr. Paul Abbot
- Jonathan Pryce (VF : Marcel Guido) : Charles
- Peter Vaughan (VF : William Sabatier) : Francis Abbot Sr.
- Jim Carter (VF : Pierre Hatet) : Montego
- Ann Way (VF : Lita Recio) : Rachel
- Eve Ferret (VF : Monique Thierry) : Sylvia
- Julann Griffin (VF : Francine Lainé) : Nora
- Jo Ross (VF : Liliane Patrick) : Susan
- Roger Ashton-Griffiths (VF : Marc De Georgi) : Francis Jr.
- Billy J. Mitchell (VF : Yves Barsacq) : un policier
- R.J. Bell (VF : Jacques Frantz) : un policier
- Don Fellows (VF : Claude d'Yd) : le producteur
- Lou Hirsch (VF : Marc François) : Charlie Tarlow
- Christopher Muncke (VF : Joël Martineau) : le présentateur

## Autour du film
- Le tournage s'est déroulé aux studios d'Elstree, ainsi qu'à Stevenage, dans le comté du Hertfordshire.
- Il s'agit du dernier film de l'actrice Gilda Radner, dont la santé s'est sérieusement dégradée durant la phase de postproduction.

## Bande originale
- Always in All Ways, interprété par Gilda Radner et Gene Wilder
- Ballin' the Jack, interprété par Gilda Radner et Dom DeLuise
- Get Happy, interprété par Gene Wilder
- Hot Lips, composé par Henry Busse, Henry Lange et Lou Davis
- Isn't It Romantic, interprété par Bryan Pringle
- Who's Afraid of the Big Bad Wolf, composé par Ann Ronell et Frank Churchill

## Distinctions
- Prix du pire second rôle féminin pour Dom DeLuise, lors des Razzie Awards en 1987.